# Pandeli Evangjeli
Pandeli Evangjeli, gyakran Pandeli Vangjeli (nevének ejtése pandɛli ɛvanɟɛli; Korça, 1859. február 3. – Korça, 1949. szeptember 14.) albán politikus, diplomata. Első ízben 1921-ben volt Albánia miniszterelnöke, majd 1930 és 1935 között további három, egymást követő kormány munkáját irányította. Az Albánia politikai életébe a hatvanas évei elején bekapcsolódott Evangjeli mérsékelt és józan, de gyenge kezű politikusként volt ismert, kormányfőként I. Zogu autoriter politikai programjának szolgálatába sodródott.
A délkelet-albániai Korçában született Evangjeli középfokú tanulmányait követően kivándorolt, Bukarestben telepedett le, és három évtizedre a romániai albán kolónia egyik vezéralakja lett. Az 1910-es évektől Albánia diplomáciai szolgálatába szegődött, hazája érdekeit képviselte a londoni nagyköveti konferencián (1913) és a Párizs környéki béketárgyalásokon (1919–1920). 1920 októberében ő kérvényezte Albánia felvételét a Nemzetek Szövetségébe.
1921-ben az első választott albán nemzetgyűlés képviselője, első elnöke, a reformistának tartott néppárti frakció egyik vezéralakja lett. 1921. október 16-án kérték fel egy koalíciós kormány vezetésére, kabinetje munkáját azonban a széthúzó politikai erők és a régenstanács alkotmányellenes intézkedései ellehetetlenítették. 1921. december 6-án fegyverrel kényszerítették a lemondásra.
1930. március 6-án alapította meg második kormányát. Ezt követően több mint öt éven át volt Albánia miniszterelnöke, de időközben I. Zogu a kabinetet két ízben is átalakította (harmadik, illetve negyedik Evangjeli-kormány). A végrehajtó hatalom fejeként mozgástere szűk volt, alapvetően az uralkodó politikai programját valósította meg, amiről I. Zogu bizalmasa, a belügyminiszteri tárcát irányító Musa Juka is gondoskodott. Ezeket az éveket a folyamatosan romló gazdasági teljesítmény, valamint az államcsődöt elkerülendő az Olaszországtól remélt pénzügyi segéllyel kapcsolatos macska-egér harc jellemezte. Mussolini a segítségnyújtásért cserébe egyre több beleszólást követelt Albánia gazdasági, katonai, kül- és belpolitikai ügyeibe. Az uralkodó és az Evangjeli-kormányok időhúzással és kisebb engedmények megadásával igyekeztek elhárítani az olasz hegemóniatörekvéseket. Belpolitikai téren az öt év legfontosabb mérföldkövei a földreform (1930), a cenzúratörvény (1931), a kereskedelmi törvénykönyv (1932), az állami iskolarendszert kialakító oktatási reform (1933–1934) voltak. Az 1935 augusztusában kitört, de gyorsan levert fieri felkelés, és a nyomában Juka belügyminiszter által levezényelt aránytalan megtorló hadjárat felszította a kormánnyal szembeni indulatokat, 1935. október 16-án Evangjeli utolsó kormánya is feloszlott.
A következő három évben Evangjeli a nemzetgyűlés elnökeként vett részt a politikai életben. 1938 áprilisában ő vezette le I. Zogu és Apponyi Géraldine polgári esküvői szertartását. Albánia 1939. áprilisi olasz lerohanását követően visszavonult a közélettől. A kommunista hatalomátvételt követően, 1947 után korçai belső száműzetésben élte le hátralévő éveit.

## Életútja
Korçában született, ortodox felekezetű családban, a kolonjai Shalából származó Jano és Sofia Evangjeli gyermekeként. A korçai görög tannyelvű gimnázium elvégzését követően tizenkilenc éves korában Bukarestben telepedett le. Először egy helyi albán kereskedőnél helyezkedett el, majd a román főváros albán közösségének meghatározó tagja lett. 1896 januárjában az előző év végén alakult Dituria (Tudás) elnevezésű hazafias szervezet elnökévé választották meg, amelynek élén albán nyelvű tankönyvek nyomtatását szervezte. Kiterjedt levelezést folytatott a korszak albán politikai vezetőivel és ideológusaival, többek között kapcsolatban állt Jeronim de Radával, Jani Vretóval, Ismail Qemalival, Abdi Toptanival, Ibrahim Temóval, Mehdi Frashërivel, Aleks Stavre Drenovával, Faik és Mehmet Konicával, Luigj Gurakuqival és Fan Nolival is. 1906-ban kezdeményezésére egyesültek a romániai albánság különböző szervezetei a Bashkimi (’Egység’) elnevezésű szervezetben, amelynek Evangjeli lett az alelnöke. 1907-ben részt vett a Bizottság Albánia Szabadságáért megalakításában is.
Bukaresti évei során vette feleségül a román nemzetiségű Mariát. Frigyükből egy fiúgyermek, a később politológussá lett Jonel (1904–1980) és egy lány, Meri (1908–1967) született.

### Diplomáciai és politikai pályafutásának kezdetei (1912–1921)

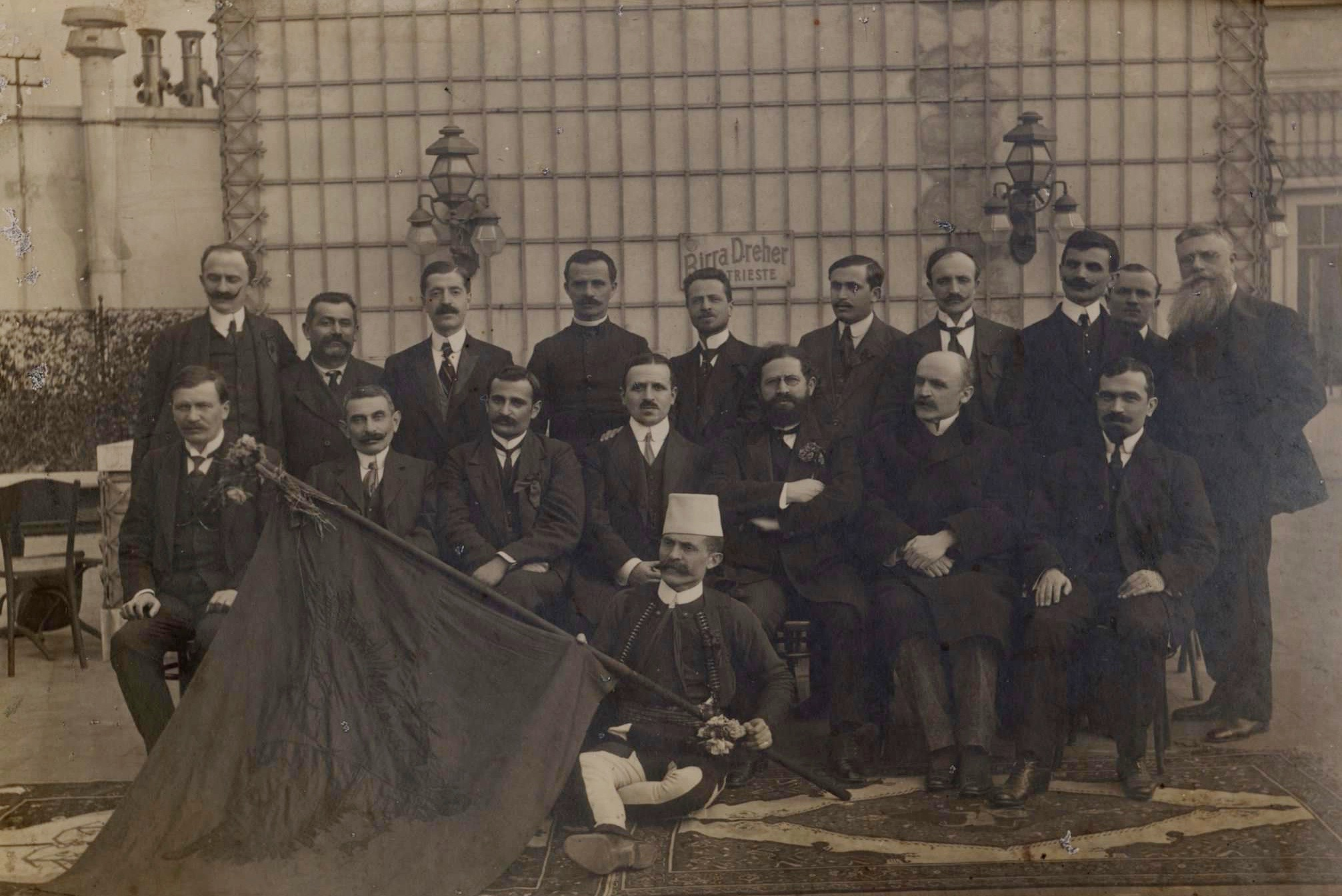
Az 1913-as trieszti kongresszus küldötteinek egy csoportja, Evangjeli az ülő sorban balról a második

1913. január 29-én az előző év novemberében függetlenségét kikiáltó Albánia ideiglenes kabinetje, a Qemali-kormány az albán állam sorsáról is döntő londoni nagyhatalmi konferenciára delegált albán küldöttség vezetőjévé nevezte ki Evangjelit. Ezzel egy időben, 1913 márciusában a bukaresti albán kolónia képviseletében részt vett a trieszti albán kongresszuson, amelynek titkárává is választották. Az 1914 márciusában az Albán Fejedelemség trónját elfoglaló Vilmos fejedelem hívására az ekkor már az ötvenes évei közepét taposó Evangjeli hazatért az emigrációból, és Korça prefektusa lett. Az első világháború zűrzavaros éveiben, 1917-ben visszatért Bukarestbe a több részre szakított Albániából.
Fuat Dibrával együtt, mint az albán diaszpóra politikai képviselője, részt vett az első világháborút lezáró 1919-es párizsi béketárgyalásokon, 1920-ban pedig a Sylejman Delvina-kormány megbízásából képviselte Albániát a tárgyalásokon, bár hozzászólási jogot nem kapott. 1920. október 12-én ő kérvényezte kormánya nevében Albánia felvételét a Nemzetek Szövetségébe. Országa teljes jogú tagsága mellett az 1912–1913-as londoni nagyköveti konferencia határozataival érvelt, a nagyhatalmi statútummal akkor létrehozott független Albán Fejedelemség létrehozására és államhatárainak nemzetközi elismerésére hivatkozott status quóként. Azt is fontosnak tartotta megjegyezni, hogy bár az elmúlt vérzivataros években az ifjú nemzet politikai építkezése megakadt, az albánok az 1920. januári lushnjai nemzetgyűlés után készen állnak folytatni az országépítés munkáját. Görögország és Jugoszlávia hevesen tiltakozott Albánia felvétele ellen, de végül – főképpen a brit Robert Cecil közbelépésére – 1920 decemberében Albánia a Nemzetek Szövetségének teljes jogú tagja lett.

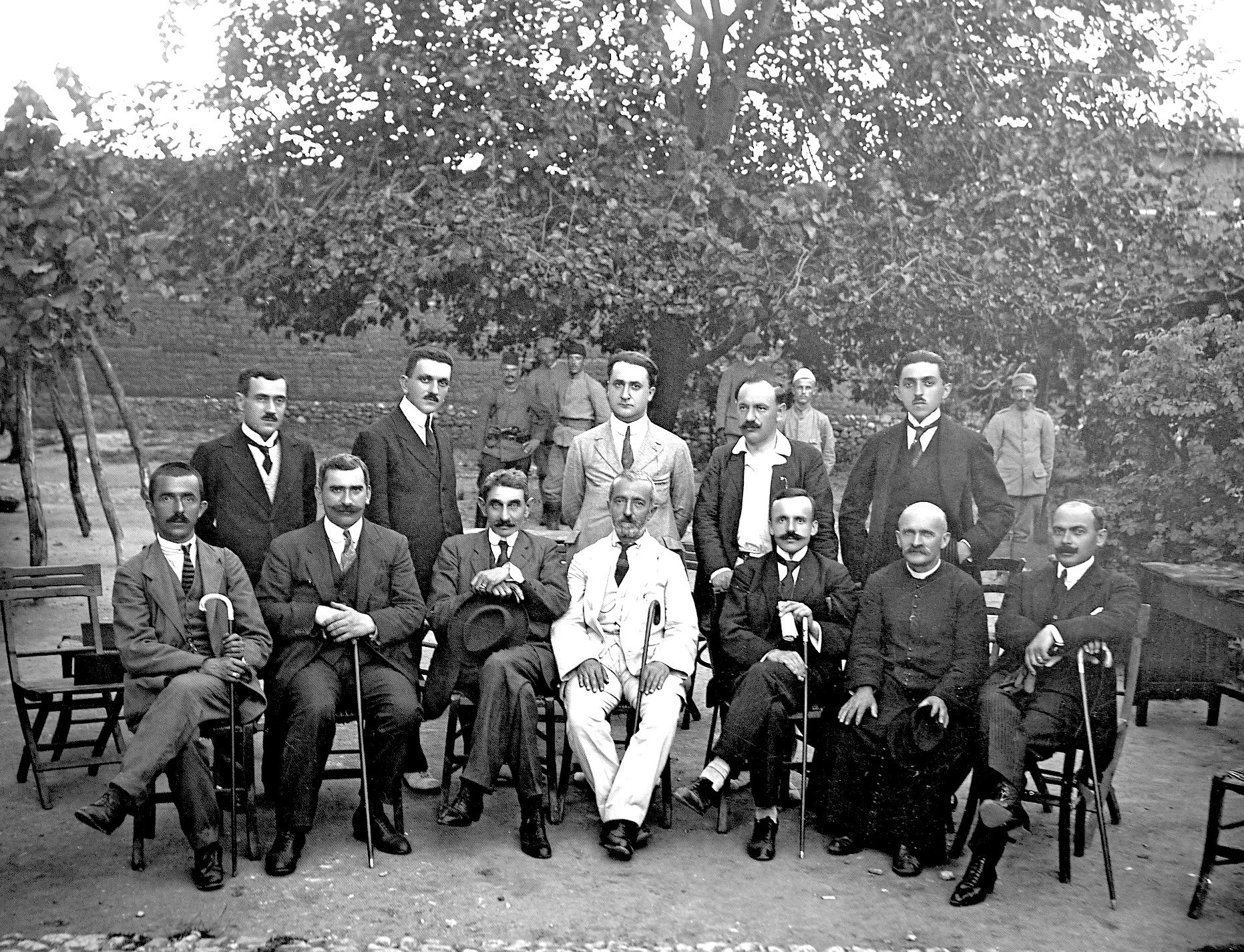
Az első választott albán nemzetgyűlés képviselőinek egy csoportja 1921-ben, az ülő sorban balról a harmadik Evangjeli

Evangjeli ezt követően bekapcsolódott hazája politikai életébe, tagja és Korça képviseletében elnöke lett az 1921-ben megalakult első választott albán nemzetgyűlésnek. Sejfi Vllamasi oldalán a korabeli köznyelvben Néppárt vagy Klikk néven ismert frakció névleges vezetője lett, a politikai formációt valójában azonban Eshref Frashëri irányította. Csoportjukat alapvetően reformistáknak tartották abban az értelemben, hogy – albán viszonylatban polgári és nyugatias – tagjaik ragaszkodtak az 1920. januári lushnjai statútumok demokratikus szellemiségéhez. Programjuk központi témái az általános oktatás kiterjesztése, a természeti kincsek kiaknázásának gyors ütemű fejlesztése és a parasztságnak való földjuttatás volt.
Evangjeli feladatot kapott az 1921. július 11-én megalakult, Iliaz Vrioni vezette kormányban, a külügyminiszteri tárca vezetését bízták rá. A diplomácia vezetőjeként nehéz feladatokkal kellett szembenéznie. Alig néhány napja vezette a tárcát, amikor 1921. július 17-én Északkelet-Albániában kikiáltották a Jugoszlávia által támogatott szakadár Mirditai Köztársaságot, emellett Olaszország és Görögország továbbra sem tett le albániai területi igényeiről. A mirditai helyzet a Vrioni-kormány indítványára 1921. szeptember 2-án a Nemzetek Szövetségének közgyűlése elé került. Az addig a Drin vonalában állomásozó jugoszláv alakulatok szeptember 18-án megkezdték a fegyveres előrenyomulást albán területen, de eleinte az albán kormánycsapatok még sikeresen visszaszorították őket. Miután a nemzetközi szervezetek október elejéig sorra Albánia területi integritása mellett foglaltak állást, újult erővel megindult a jugoszláv támadás. A belgrádi kormány október 16-án kiadott hivatalos állásfoglalásában jelezte a nemzetközi közvélemény felé, hogy továbbra is igényt tart észak-albániai területekre. A fejlemények hatására Iliaz Vrioni még aznap benyújtotta lemondását, kormánya feloszlott.

### Első kormánya (1921)

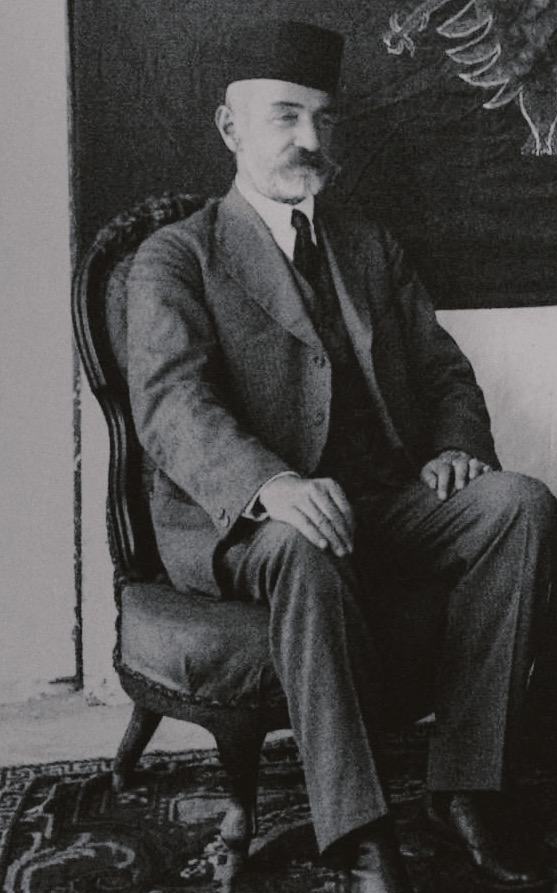
Aqif Elbasani az 1920-as években

A politikai erőtér széttagoltsága ellenére az albánság vezetői felismerték, hogy az országot kívülről fenyegető helyzetben egységkormányra van szükség. A régenstanács egyik tagja, Aqif Elbasani a mérsékelt és független politikus hírében állt Pandeli Evangjelit kérte fel a kormányalakításra. Evangjeli koalíciós, a köznyelvben Szent Szövetség (Bashkimi i Shenjtë) néven emlegetett kormánya még aznap, október 16-án megalakult. A külügyminiszteri tárcát is vezető kormányfő mellett a korábbi időszakban egymás kérlelhetetlen ellenfeleinek bizonyult politikusok kaptak helyet a kabinetben. A politikai spektrum két végpontját a hadsereg-főparancsnokká kinevezett Amet Zogolli és ádáz ellenségei, Bajram Curri és Zija Dibra képviselték.
Az egységes fellépésre szükség is volt: az Evangjeli-kabinet hivatalba lépésekor a jugoszláv támadás azzal fenyegetett, hogy Shkodra vidékét elszakítják Albániától, november 1-jéig pedig már elfoglalták az északkelet-albániai Mirdita nagy részét. Az Evangjeli-kormány sürgetésére és a brit diplomácia közbenjárására 1921. november 9-én az Egyesült Királyság, Franciaország, Olaszország és Japán képviselőinek aláírásával a nagyhatalmak újólag elismerték Albánia függetlenségét, kisebb módosításokkal 1913-ban megállapított államhatárainak érvényességét, egyúttal elrendelték a jugoszláv csapatok azonnali evakuálását. A november 10-én már Shëngjin és Lezha térségét is elfoglaló, és az albán főváros közelében járó jugoszláv hadsereg ennek hatására november 12-én megkezdte a kivonulást. A sikerhez hozzájárultak Zogolli hadsereg-főparancsnok katonai akciói is, amit politikai ellenlábasa, az Evangjelit kormányfővé tevő régens, Aqif Elbasani aggodalommal szemlélt. Hogy megakadályozza az ambiciózus Zogolli politikai térnyerését, Elbasani előbb a nemzetgyűlést felfüggesztve teljhatalmat biztosított az Evangjeli-kormánynak, majd intrikával próbálta aláásni Zogolli tekintélyét. Mindkét próbálkozás a visszájára sült el, és végül az Evangjeli-kormány népszerűségvesztéséhez vezetett. A Szent Egységből egyre többen fordítottak hátat a kormánynak, és 1921. december elejére Evangjeli kabinetje gyakorlatilag ellehetetlenült. Elbasani és régenstársa, Luigj Bumçi fejében megszületett az új terv: az Evangjeli-kormány lemondatása és szakértői kormány kinevezése, amíg az összehívandó alkotmányozó nemzetgyűlés dönt az Albán Fejedelemség trónjára ültetendő személyről. Miután Evangjeli nem hajlott a puszta szóra, és nem volt hajlandó lemondani, 1921. december 6-án hajnalban Elbasani felbujtására fegyveresek törtek be a kormányfő szobájába, és fegyverrel kényszerítették lemondása aláírására. A puccsal az Evangjeli-kormány feloszlott, a volt kormányfő még aznap elhagyta Tiranát. A régensek politikai törekvései mindenesetre nem jártak sikerrel. Egy hét sem telt el, amikor Zogolli fegyveresei élén megérkezett az albán fővárosba, és politikai köre átvette a hatalmat. Az 1921. decemberi alkotmányossági helyzetet később felülvizsgáló legfelsőbb bíróság mások mellett Evangjelit is elmarasztalta, amiért nem élt minden hatalom adta eszközével az államrend fenntartása érdekében.

### A politika másodvonalában (1921–1930)
Kormányának feloszlatását követően Evangjeli időlegesen visszavonult a politikától, később 1922. szeptember 11-étől 1924. február 25-éig Xhafer Ypi, majd Amet Zogu kormányaiban vezette a külügyminiszteri tárcát. Az 1924 januárjában lezárult nemzetgyűlési választásokon az Evangjeli vezette Néppártnak már csak tizenkét képviselője nyert mandátumot, ezzel a korábban vezető szerepű frakciójuk a parlament negyedik legnagyobb ereje lett. A Zogu-kormány 1924. február 25-ei lemondása és a Vërlaci-kabinet 1924. március 3-ai megalakulása közötti időszakban Evangjeli látta el az ügyvezető kormányfői feladatokat. A zogista hatalmi elitet elűző 1924-es júniusi forradalmat követően Evangjeli elhagyta az országot, és ismét Romániában telepedett le. Miután Zogu a forradalommal hatalomra kerülő Fan Noli kormányát jugoszláv katonai segítséggel megbuktatta, 1925-ben Evangjeli is visszatért Albániába. 1925 őszén a köztársasági nemzetgyűlés szenátusának elnöke, ezzel a köztársasági elnök Zogu helyettese lett.
Szülővárosa, Korça küldötteként az 1928. augusztus 25-én megalakult alkotmányozó nemzetgyűlés elnöke lett, és ebben a tisztségében irányította az Albán Királyság 1928. szeptemberi kikiáltásának, Zogu királlyá koronázásának alkotmányozási előkészítését. Ő vezette azt a nemzetgyűlési delegációt is, amely szeptember 1-jén felajánlotta Zogunak az albán koronát.

### Második kormánya (1930–1931)

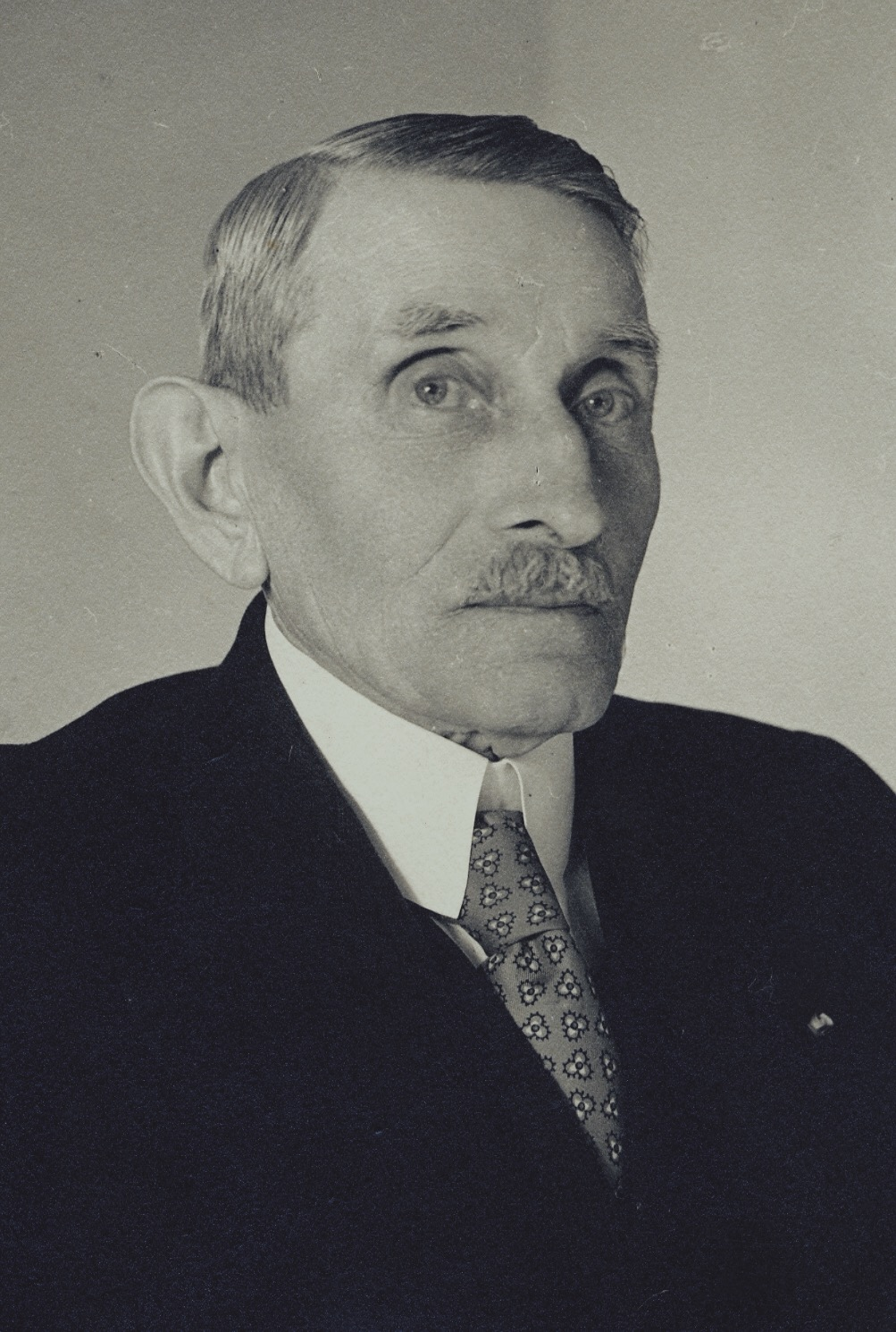
Evangjeli portréja

A királyság első kormányának vezetésével megbízott Koço Kota tevékenységét idővel a belföld és a külföld egyaránt bírálta, ezért I. Zogu 1930. március 5-én feloszlatta a népszerűtlen kabinetet, és március 6-án Pandeli Evangjelit kérte fel a kormányalakításra. Az új kormány szempontjából kedvező időszakban került erre sor, amikor a bel- és külpolitikai helyzet viszonylag nyugodalmas volt. Belpolitikai téren az Evangjeli-kormány intézkedései közé tartozott az 1931 januárjában bevezetett cenzúratörvény, diplomáciai téren pedig Albánia részese lett az 1930 októberében meginduló, a balkáni államok közötti együttműködést megerősíteni szándékozó Balkán-konferenciák sorozatának.

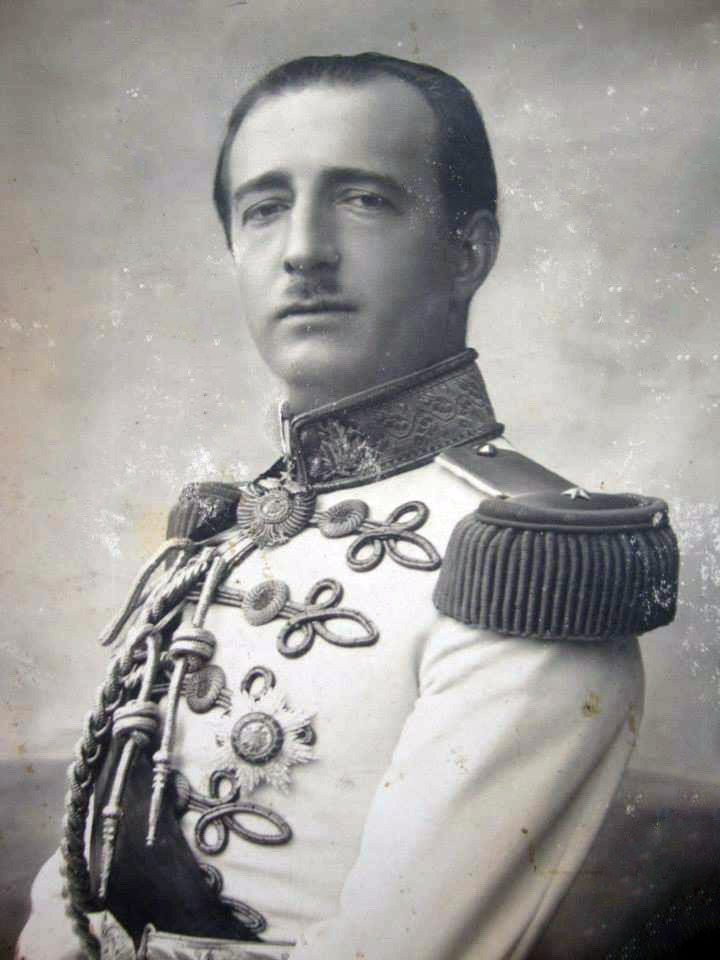
I. Zogu

Gazdasági téren, ha korlátozottan is, de szintén lehetőség nyílt az építkezésre. 1930 áprilisában a nemzetgyűlés elfogadta az olasz szakértők bevonásával előkészített és a kormány által beterjesztett, régóta várt földreformot. A törvénycsomagtól azt várták, hogy felszámolja az országban uralkodó feudális birtokszerkezetet, egyúttal a paraszti réteg vagyoni helyzetének és életszínvonalának javulását is előmozdítja. A kataszteri földbirtok-nyilvántartás megbízhatatlansága és a minden téren elharapódzott korrupció azonban megakadályozta a törvény végrehajtását, éppen a legnagyobb földbirtokosok kaptak mentességet a földreform hatálya alól. Az Albánia gazdasági helyzetét meghatározó másik fontos tényező az Olaszországtól, az olasz politikai köröktől és a nagytőkétől való függés volt. Amikor Evangjeli megkezdte kormányfői tevékenységét, hivatalos állami megbízással kétezer olasz szakértő dolgozott Albániában (állami posztokon, hadseregben, termelőegységekben). Emellett 1931-ben járt le a korábban megkötött államközi pénzügyi segély futamideje, de Albánia tetemes elmaradásban volt a részletek visszafizetésével. Az olasz vezetés geopolitikai okokból 1931 elejétől nyitottnak mutatkozott a segélypaktum megújítására, ezt azonban az uralkodó, I. Zogu és kormánya egyaránt elutasította. A rossz mezőgazdasági terméshozamot azonban nemcsak az agrárkivitel, de a belső piac ellátása is megszenvedte, így 1931 április elején mégis megindultak a tárgyalások az olasz és az albán kormány között a pénzügyi támogatás további kereteiről.
A megújuló olasz–albán gazdasági tárgyalásokat az albán társadalom és a politikai körök nagy része is aggodalommal követte, ezért I. Zogu 1931. április 11-én feloszlatta az Evangjeli-kabinetet.

### Harmadik kormánya (1931–1932)

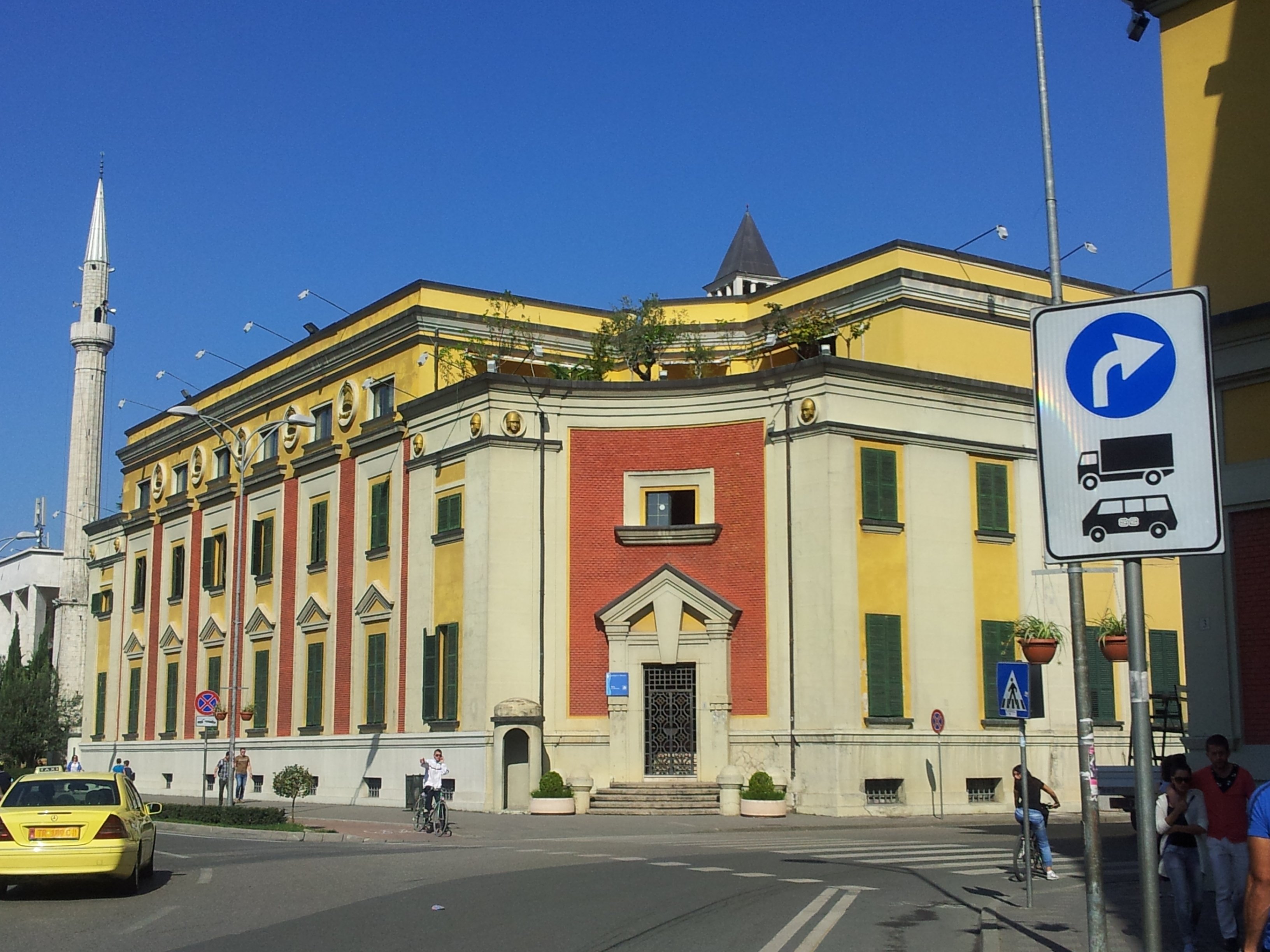
A tiranai városháza, az 1930-as években a miniszterelnökségi hivatal épülete

Kilenc nappal később, 1931. április 20-án I. Zogu ismét Evangjelit bízta meg kormányalakítással, az új kabinetben ráadásul a korábbi Evangjeli-kormány három minisztere folytathatta a munkát. A kormány átszervezése érdemi változást tehát nem hozott a politikai irányvonalban, az uralkodóval és a kormánnyal szembeni ellenérzés ezt követően is fokozatosan növekedett. A belső ellenséggel való leszámolás részeként ebben az időszakban került sor az első politikai perekre és halálos ítéletekre. Ugyanakkor az ország vezetői fenntartották a nyugatias kormányzás illúzióját: korrupcióellenes vizsgálóbizottság kezdte meg a munkát, és megszületett Albánia első korszerű kereskedelmi törvénykönyve.
A legnagyobb kihívás továbbra is az államcsőddel fenyegető gazdasági helyzet volt. Az ország rossz gazdasági teljesítményén csak külső pénzügyi segítséggel lehetett javítani, ugyanakkor az olasz partnerség alig titkoltan a politikai és katonai befolyás növekedésével, Albánia függetlenségének megcsorbításával járt volna. I. Zogu és a kormány ezért igyekezett elkerülni az elköteleződést Olaszország felé, próbált más partnerállami kapcsolatokat kiépíteni, de az államcsőd elkerülésének egyetlen reális lehetősége az Olaszországgal való együttműködés maradt. Így hát az olaszokkal megkezdett és az előző Evangjeli-kormány feloszlatásához vezető pénzügyi tárgyalások tovább folytak. A két ország képviselői végül 1931. június 26-án Rómában írták alá egy pénzügyi államközi egyezség tervezetét, amely szerint az olasz kormány tíz éven át 100 millió aranyfrankos segélyt biztosít Albániának, és a részletek visszafizetése csak akkor veszi kezdetét, amikor az albán költségvetés bevételei elérik az 50 millió aranyfrankot. Noha az egyezség tulajdonképpen kedvező lett volna Albániára nézve, I. Zogu mégis tétovázott szentesíteni, végül 1931 novemberében határozottan kijelentette, hogy az albán belpolitikai és gazdasági helyzet nem igényli az olaszok bábáskodását.
| Albánia főbb államháztartási és külkereskedelmi keretszámai | Albánia főbb államháztartási és külkereskedelmi keretszámai | Albánia főbb államháztartási és külkereskedelmi keretszámai | Albánia főbb államháztartási és külkereskedelmi keretszámai |
| Költségvetési év                                            | Költségvetési kiadások (aranyfrank)                         | Kivitel (aranyfrank)                                        | Behozatal (aranyfrank)                                      |
| ----------------------------------------------------------- | ----------------------------------------------------------- | ----------------------------------------------------------- | ----------------------------------------------------------- |
| 1931                                                        |                                                             | 7 500 000                                                   | 29 500 000                                                  |
| 1932                                                        | 31 588 395                                                  | 4 500 000                                                   | 22 800 000                                                  |
| 1933                                                        | 23 832 293                                                  | 5 700 000                                                   | 15 900 000                                                  |
| 1934                                                        | 18 888 192                                                  | 4 300 000                                                   | 12 300 000                                                  |
| 1935                                                        | 18 035 746                                                  | 6 000 000                                                   | 14 200 000                                                  |

Az államcsőd ily módon nem látszott elkerülhetőnek. A küszöbön álló 1932-es esztendőben a korábbi segélyegyezmények alapján Albániának 8 millió aranykoronát kellett volna visszafizetnie Olaszországnak. Az uralkodó a közigazgatási és a hadi költségvetés megszorítására készült, s különösen ez utóbbi érzékenyen érintette volna az elmúlt években az albán hadsereg szervezésébe jelentős összegeket beleölő Olaszországot. 1932 elején ezért egy évvel elhalasztották Albánia adósság-visszafizetési kötelezettségét, de újabb követeléscsomaggal álltak elő, amelynek leghangsúlyosabb eleme – egy sor más követelés mellett – a két ország vámuniója volt. Miután egy vámunió Albániát szűkös exportbevételeitől is megfosztotta volna, I. Zogu és az Evangjeli-kormány ellenállt, sőt, ellenlépésül az olasz kormány számára kedvezőtlen intézkedéseket hoztak: kiutasították az olasz katonai szakértőket és tanácsadókat az albán hadseregből, törvényt hoztak az iskolák – köztük a nagyszámú olasz fenntartású tanintézet – államosításáról. Az olasz kormány nem vitte kenyértörésre a dolgot, de tovább fokozta a nyomást. 1932 decemberében újabb ajánlatot tettek le az asztalra, amelynek már sarkalatos pontja volt a két ország vám- és kereskedelmi uniója. I. Zogu elutasította az ajánlatot, az Evangjeli-kormány azonban ekkor már inkább az egyezség elfogadására hajlott volna. A közvélemény felzúdult, az albán érdekeket harcosabban védő, keményvonalas, nacionalista kormány felállítását követelte. Miután éppen ez időben zárult le az 1932-es nemzetgyűlési választás is, 1932. december 7-én Pandeli Evangjeli benyújtotta lemondását, kormánya feloszlott.

### Negyedik kormánya (1933–1935)
I. Zogu azonban 1933. január 11-én ismét Pandeli Evangjelit bízta meg kormányalakítással. A korábbi Evangjeli-kormányból Musa Juka maradt a belügyminiszter, a kabinet „erős embere”, egyébként a kormány további tagjai először kaptak megbízást miniszteri feladatokra. A kormányfői tisztség mellett Evangjeli 1934. június 15-éig ügyvivőként vezette a nemzetgazdasági tárcát, minisztere, Sandër Saraçi lemondását követően, 1935. június 18-án pedig átvette a közmunkaügyi minisztérium irányítását is.

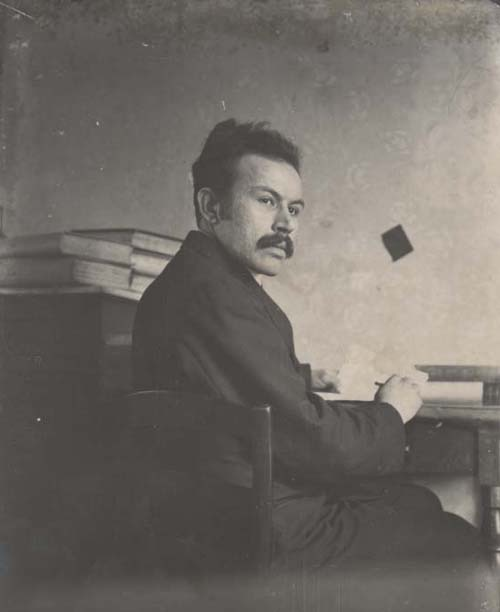
Mirash Ivanaj oktatási miniszter

A kormány egyik első feladata a még előző év szeptemberében elfogadott iskolaállamosítás végrehajtása volt. Mirash Ivanaj oktatási miniszter már 1933. április 22-én keresztülvitte a nemzetgyűlésen az 1928-as alkotmány módosítását. Ennek során kivették az alaptörvényből a felekezeti és magániskolák alapítási és működtetési jogát, és csak az állami fenntartású iskolákat ismerték el. Országszerte számos magán- és felekezeti iskola zárta be a kapuit, köztük a legpatinásabbnak számító észak-albániai katolikus és külföldi fenntartású tanintézetek, emellett a nemzetiségek iskoláit is átszervezték albán tannyelvű iskolává vagy egyszerűen bezáratták őket. Az oktatási reformot az 1934. szeptember 26-án elfogadott közoktatási törvénycsomag tette teljessé, amely megteremtette az alapjait az ingyenesen hozzáférhető, albán tannyelvű állami iskolahálózatnak, emellett tizenegy éves korig bevezette a tankötelezettséget. Az Albániában működtetett iskoláitól megfosztott Olaszország már kezdettől felháborodással követte a változásokat, Görögország kormánya pedig a Nemzetek Szövetsége elé vitte az albániai görög nemzeti iskolák bezárásának ügyét. Az Evangjeli-kabinet a nemzetközi döntőtestületek rájuk nézve kedvezőtlen ítélete után kihátrált korábbi oktatási reformjából, és 1935 derekán újra engedélyezte egyes iskolák újranyitását.
Mindeközben azonban az Evangjeli-kormány előtt álló legfőbb feladat a rendkívül gyenge gazdaság lábraállítása és Olaszország pénzügyi segítség formájában érkező geopolitikai törekvéseinek elhárítása volt. Miután az albánok elzárkóztak az olasz segély folyósításához kötött gazdasági, politikai és katonai feltételek elfogadásától, 1933-tól jelentősen visszanyesték a költségvetés kiadási fejezeteit. 1934 elejére azonban az albán államkincstár minden igyekezetük ellenére kiürült. 1933 augusztusában az albán gazdaság reménytelen helyzetét látva az olasz kormány már az albániai hadi objektumok feletti rendelkezést is követelte a pénzügyi segítség ellentételezéséül, de a kormány csak a kötelező olaszoktatás bevezetésére volt hajlandó. Emellett I. Zogu és a kormány a lehetőségeket keresték az olasz protektorátus alternatívájára. A nyugat-európai kormányokkal folytatott tárgyalásaik kudarcba fulladtak, egyedül a balkáni szomszédokkal, Jugoszláviával és Görögországgal az 1934-es év során kötött kétoldalú kereskedelmi egyezményeket tudták felmutatni.

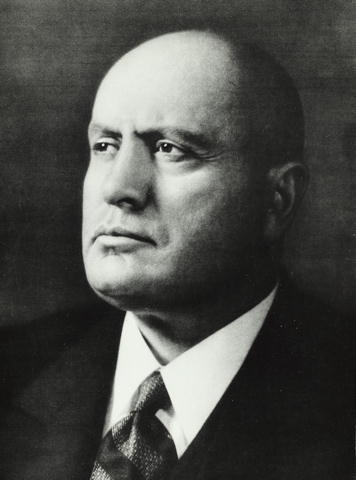
Benito Mussolini

Mussolini türelme elfogyott, és 1934. június 23-án az olasz flotta tizenkilenc hajóból álló raja erődemonstrálás céljából, előzetes egyeztetés nélkül megjelent a durrësi kikötőben. Az albán vezetés elrendelte a harckészültséget, az olasz kormány pedig a nemzetközi közvélemény előtt magyarázkodásra kényszerült, és baráti látogatásnak aposztrofálta a hadihajók felvonulását. Mint azonban utólag diplomáciai forrásokból kiderült, valóban flottademonstrációról volt szó: a kikötőben álló hadihajók fenyegető árnyékában Armando Koch tiranai olasz követ a pénzügyi tárgyalások azonnali folytatását követelte Xhafer Vila albán külügyminisztertől, amit az Evangjeli-kormány az ellenséges olasz lépésre hivatkozva visszautasított.
Az albán fél eltökéltsége végül hatott, az olasz kormány kommunikációjából fokozatosan eltűntek a korábbi időszak militáns fordulatai, 1935 januárjában pedig Olaszország egyszeri 3 millió aranyfrankos kötetlen felhasználású, vissza nem térítendő segélyt bocsátott az albán kormány rendelkezésére. 1935 júniusában újabb, a korábbi ultimátumoknál visszafogottabb egyezségtervezetet nyújtottak át az albánoknak, amelyekben a pénzügyi támogatások feltételeként sem a két ország vámuniója, sem az albán külügyminisztérium megszüntetése nem szerepelt. Az albán fél azonban továbbra sem kötelezte el magát, inkább időnyerésre játszott.
Az albán politikai elitet ekkor egy kisebb felfordulás zavarta meg. Kostandin Çekrezi vezetésével 1935. augusztus 14-én a közép-albániai Fier városában Zogu- és olaszellenes lázadás tört ki. A rendkívül szervezetlen fieri felkelést a kormányerők már másnap leverték, és bár tényleges veszedelmet nem jelentett I. Zogu vagy a kabinet hatalmára, Musa Juka belügyminiszter ezt követően heves megtorló hadjáratot vezényelt le. Bizonyítékok és kirendelt védőügyvédek nélkül félezer embert állítottak hadi törvényszék elé, amely végül ötvenhárom halálos ítéletet hozott. A hazai és a nemzetközi közvélemény egyaránt felháborodott. Az elégedetlenség hullámait megszelídítendő I. Zogu 1935. október 16-án elfogadta Pandeli Evangjeli lemondását, Evangjeli utolsó kormánya feloszlott, és helyét pár nappal később a Mehdi Frashëri vezette „reformkormány” vehette át.

### Utolsó évei és halála

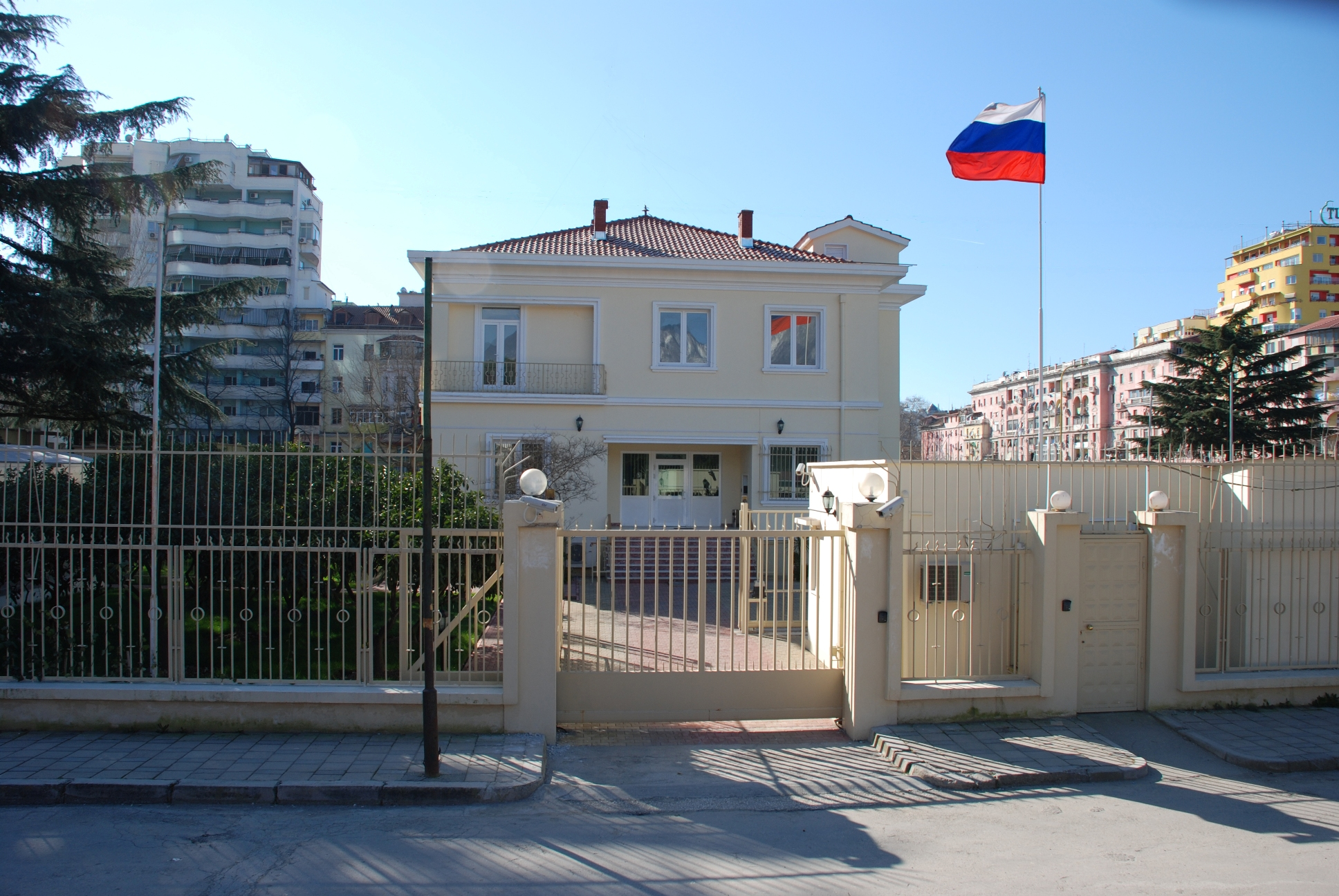
Az egykori Evangjeli-villa Tiranában, ma Oroszország nagykövetsége

Evangjeli 1937-től a nemzetgyűlés elnöki tisztét töltötte be. 1938. április 27-én ő vezette le I. Zogu és Apponyi Géraldine polgári házasságkötési ceremóniáját, és adta össze az ifjú házasokat. Noha ezekben az években szimpatizált az Albániát érintő olasz politikai célokkal, és 1939 tavaszán I. Zogut is igyekezett meggyőzni az olasz ultimátum elfogadásáról, az ország 1939. április 7-ei megszállását követően – nyolcvanéves volt ekkor – visszavonult a politikai élettől. Olaszország 1943. szeptemberi kapitulációját és Albánia német megszállás alá kerülését követően ismét tagja lett az októberben megalakult nemzetgyűlésnek, de ezen kívül más politikai feladatot nem vállalt.
Evangheli, a képviselőház elnöke méltatta az albán királyság elmult tiz évének jelentőségét. A Zog király vezetése alatt eltelt tiz esztendő – mondotta – Albániában minden téren a tevékeny munka korszaka volt. Zog király kényes és veszélyekkel teli helyzetből mentette ki az országot, helyreállitotta a nyugalmat, visszaállitotta a törvény tiszteletét, visszahozta a politikai életbe is a nyugalmat s ma is fáradhatatlan munkássággal és elszánt akarattal azon igyekszik, hogy megvalósitsa az albán nép boldogulása és virágzása érdekében szükségessé vált reformokat.
A kommunista hatalomátvételt követően, 1944-ben politikustársaitól eltérően megmenekült a letartóztatástól, de 1947 márciusában tiranai és korçai ingatlanjait elkobozták, különböző cégekben megszerzett résztulajdonaitól megfosztották, egyúttal kitiltották az albán fővárosból. Szülővárosában, Korçában halt meg kilencvenéves korában. A korçai köztemetőben (mai nevén Szentháromság temetőben) helyezték végső nyugalomra, sírja ma is ott található.

## Értékelése és emlékezete
Pandeli Evangjelit kortársai középutas politikusként tartották számon. Fan Noli nagyra tartotta józan ítélőképességét és határozottságát, Faik Konica az elővigyázatos és mérsékelt politikust látta benne, aki megfékezheti a visszaélésekre hajlamos albán politikai elit túlkapásait. Eqrem Vlora szintén józan ítélőképességű, kompromisszumkész államférfinak, „az ország nagybácsijának” írta le, ugyanakkor attól tartott, hogy vérmérséklete meggátolhatja Evangjelit az igazán határozott politizálásban. Ezt az aggodalmat látszik igazolni, hogy Evangjeli Zogu autoriter politikai programjának szolgálatába sodródott. Bernd Fischer történész szerint „tisztességes, de gyenge” politikus volt. 1933–1935-ben hivatalban lévő utolsó kormánya idején a már előrehaladott korú Evangjeli sokat betegeskedett. Beosztottai elhatalmasodó titkolózására panaszkodtak, és arra, hogy egyre nehezebb döntéseket kicsikarni belőle. Feledékenysége is egyre inkább akadályozta a munkavégzésben, a politikai vezető körök egy része használhatatlannak tartotta. Vila külügyminiszter 1933 novemberében arról panaszkodott a tiranai görög követnek, hogy Evangjeli már három hete nem hívott össze kormányülést.
Unokája visszaemlékezéseiből egy nyugodt és jó kedélyű, köztiszteletben álló férfi alakja bontakozik ki, akit még a lakásán felkereső kommunista partizánok is Nagybácsinak (Xhaxha) szólítottak. Az Evangjelivel 1934 márciusában Tiranában interjút készítő Barcs Imre „rokonszenves öregúrként” írta le a négy nyelven beszélő miniszterelnököt.